# A Despedida (2019)
The Farewell (bra/prt: A Despedida) é um filme de comédia dramática norte-americano de 2019 escrito e dirigido por Lulu Wang. Estrelado por Awkwafina, Tzi Ma, Diana Lin, Zhao Shuzhen, Lu Hong e Jiang Yongbo, a obra retrata o comportamento de uma família ao saber que a avó tem pouco tempo de vida.
Baseado, em partes, na experiência de vida de Wang, a primeira publicação da obra ocorreu na história de rádio What You Don't Know. A estreia do filme ocorreu no Festival Sundance de Cinema de 2019 e, em 12 de julho de 2019, foi lançado nos Estados Unidos por intermédio da A24.

## Elenco
- Awkwafina como Billi Wang (王比莉)
- Tzi Ma como Haiyan Wang (王海燕)
- Diana Lin como Lu Jian (陆建)
- Zhao Shuzhen como Nai Nai (奶奶)
- Lu Hong como Little Nai Nai
- Jiang Yongbo como Haibin (海滨)
- Chen Han como Hao Hao (浩浩)
- Aoi Mizuhara como Aiko (爱子)
- Zhang Jing como Yuping
- Li Xiang como Aunty Ling
- Yang Xuejian como Mr. Li
- Jim Liu como Dr. Song

## Recepção crítica
No agregador de avaliações Rotten Tomatoes, The Farewell conta com aprovação de 99%, baseada em 287 críticas, e uma média de 8,57/10. No Metacritic, o filme tem uma nota de 89 de 100 pontos, baseada em 47 críticas que indicam "aclamação universal".